# 11 Minutos
11 Minutos (em polonês/polaco:  11 minut) é um filme de drama e suspense hiberno-polonês de 2015 dirigido e escrito por Jerzy Skolimowski.
Foi selecionado como representante da Polônia à edição do Oscar 2016, organizada pela Academia de Artes e Ciências Cinematográficas.[carece de fontes?]

## Elenco
- Richard Dormer - diretor Richard Martin
- Paulina Chapko - Anna Hellman
- Wojciech Mecwaldowski - marido de Anna
- Andrzej Chyra
- Dawid Ogrodnik
- Agata Buzek
- Piotr Glowacki
- Jan Nowicki